# 山下哲夫
山下 哲夫（やました てつお、1961年7月4日 - ）は、日本の総務官僚。総務省行政管理局長や、内閣官房行政改革推進本部事務局長、内閣人事局人事政策統括官、総務審議官（行政制度担当）、総務事務次官等を歴任した。

## 人物・経歴
東京都出身。1985年 東京大学法学部卒業。国家公務員上級甲種試験（法律）を受け、総理府入府。通商産業省出向、大蔵省主計局主計官補佐（経済協力第二係主査）、小里貞利総務庁長官秘書官、中央省庁等改革推進本部事務局企画官、内閣府行政刷新会議事務局参事官等を経て、2011年 東北地方太平洋沖地震緊急災害対策本部被災者生活支援特別対策本部事務局参事官。同年5月 東北地方太平洋沖地震緊急災害対策本部本部被災者生活支援チーム事務局参事官。2013年 筑波大学大学院ビジネス科学研究科法曹専攻非常勤講師。2014年 内閣官房内閣審議官。2016年6月17日 総務省行政管理局長、各府省情報化専任審議官等連絡会議副議長。2018年7月20日 内閣官房内閣審議官（内閣官房副長官補付）兼内閣官房行政改革推進本部事務局長。2019年内閣人事局人事政策統括官。行政改革などにあたった。2021年7月総務審議官（行政制度担当）。2022年6月総務事務次官。2023年7月辞職。